# Stanislav Bole
Stanislav (Stanko) Bolè, slovenski gospodarstvenik, * 10. november 1915, Koče, Postojna, † maj 1995.

## Življenje in delo
Izučil se je za trgovskega pomočnika. Leta 1943 se je pridružil partizanom. Po koncu vojne je na Tržaškem postal član vodstev Komunistične partije Slovenije, Osvobodilne fronte in Neodvisne socialistične zveze. Ko so 1946 v Trstu ustanovili Slovensko gospodarsko združenje, je postal njegov tajnik, kasneje pa član vodstva in predsednik. Pisal je strokovne članke, se zavzemal za enakopravno vključitev slovenske narodnostne skupnosti v italijansko gospodarstvo in poglobitev gospodarskih stikov med Jugoslaviji in Italijo.